# احتجاجات السويداء 2020
احتجاجات السويداء 2020 كانت سلسلة من الاحتجاجات ضد حكومة الرئيس السوري بشار الأسد في مدينة السويداء ذات الأغلبية الدرزية في الجنوب السوري.

## خلفية
منذ بداية الحرب الأهلية في عام 2011، دمر الصراع البنية التحتية و‌الاقتصاد السوري. ترك ما يقدر بنسبة 80 في المائة من السكان يعيشون في فقر، وحوالي 40 في المائة عاطلين عن العمل بحلول عام 2019.
الليرة السورية التي كانت 47 مقابل الدولار في بداية النزاع، ظلت ثابتة عند حوالي 500 مقابل الدولار من عام 2014 حتى عام 2020. لتنهار إلى 3،500 للدولار في يونيو 2020. لعدد من الأسباب؛ ركود الفيروس التاجي، والأزمة المالية في لبنان، والقواعد الجديدة التي تتطلب استخدام الليرة السورية والعداء بين الرئيس الأسد وابن خاله رامي مخلوف، أحد أغنى الرجال في سوريا. وعلاوة على ذلك، كان من المقرر أن تفرض الولايات المتحدة أقسى العقوبات على الحكومة السورية بموجب قانون قيصر على الإطلاق.
ارتفعت أسعار المواد الغذائية في السويداء بنسبة 152 في المائة من بداية عام 2020 حتى أبريل.
ظلت السويداء ذات الأغلبية الدرزية موالية للحكومة السورية طوال فترة الصراع. وشهدت الاحتجاجات أول تجمع كبير دعا إلى إزاحة الرئيس السوري بشار الأسد في المحافظة.

## الاحتجاجات
بدأت الاحتجاجات في 7 يونيو 2020، بعد خروج العشرات إلى الشوارع في السويداء للاحتجاج على تدهور الأوضاع الاقتصادية والفساد في البلاد.
في 8 يونيو 2020، استمرت الاحتجاجات لليوم الثاني حيث بدأ المئات من المتظاهرين مسيراتهم في شوارع السويداء، محتشدين خارج المباني الحكومية. يرددون شعارات مثل: «سوريا لنا وليست لبيت الأسد».
دعا المتظاهرون إلى وضع حد للفساد المستشري وطالبوا بانسحاب الميليشيات الإيرانية والقوات الروسية من البلاد.
في 11 يونيو 2020، تم إقالة رئيس الوزراء السوري عماد خميس من قبل الرئيس بشار الأسد دون إعطاء سبب للقرار.
في 15 يونيو 2020، اعتقلت قوات الأمن السورية واحتجزت العديد من المتظاهرين في أول حملة قمعية منذ بدء الاحتجاجات، مما أدى إلى إصابة العديد من المتظاهرين في هذه العملية.